# Markus Büchel (duchowny)
Markus Büchel (ur. 9 sierpnia 1949 w Rüthi) – szwajcarski duchowny katolicki, biskup Sankt Gallen w latach 2006–2025.

## Życiorys

### Prezbiterat
Święcenia kapłańskie otrzymał 3 kwietnia 1976. Inkardynowany do diecezji Sankt Gallen, przez kilkanaście lat pracował jako duszpasterz parafialny. W 1995 został mianowany wikariuszem biskupim i dyrektorem wydziału duszpasterskiego kurii diecezjalnej, zaś w 1999 został dziekanem kapituły katedralnej.

### Episkopat
6 lipca 2006 papież Benedykt XVI mianował go biskupem Sankt Gallen. Sakry biskupiej udzielił mu jego poprzednik - bp Ivo Fürer. W latach 2012–2015 był przewodniczącym Konferencji Episkopatu Szwajcarii, zaś w latach 2019–2025 był jej wiceprzewodniczącym.
22 maja 2025 papież Leon XIV przyjął jego rezygnację z pełnionego urzędu, złożoną ze względu na wiek.